# Isaac Fonseca
Isaac Fonseca Soto (Morelia, Michoacán; 22 de mayo de 1998) es un torero mexicano. Se aficionó a los toros desde muy pequeño, ya que su abuelo intentó ser torero.

## Inicios
En el año 2009, con once años, ingresó en la Escuela taurina de Michoacán, dirigida por el matador Jacobo Hernández . Allí fue aprendiendo la profesión logrando torear alrededor de treinta festejos taurinos menores antes de hacer su debut como novillero. Su debut en público fue en una becerrada celebrada en la plaza de toros El Palacio del Arte el 1 de mayo de 2010 y cuatro años más tarde, el 30 de marzo de 2014, se presenta en la Plaza México en un festival de escuelas taurinas.

## Carrera
Su debut como novillero sin picadores se produce el 6 de febrero de 2016 en la plaza de toros Cinco Villas de Santiago Cuautlalpan, cortando dos orejas a ejemplares de El Batán, que llevaron por nombre “Chocolatero” y “Manzanito”. 

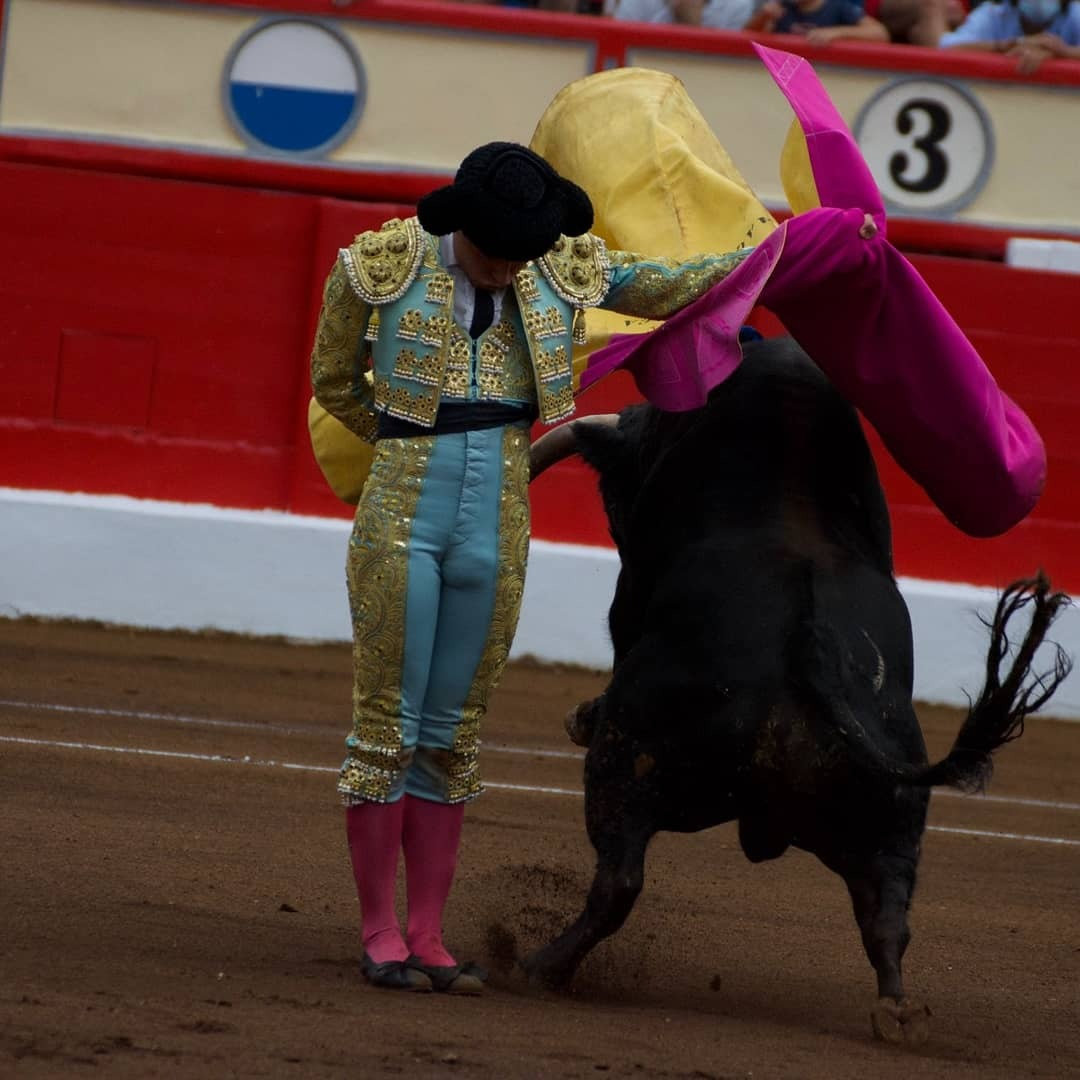
Isaac Fonseca durante una de sus actuaciones

En la plaza de toros de México torea sin picadores el 25 de septiembre cortando una oreja a un novillo de la ganadería de “El Siete” y el 20 de octubre participa en la novillada de triunfadores del certamen «Soñadores de gloria».  
Entre 2016 y 2017 torea trece novilladas sin picadores con un balance de catorce orejas.
En 2018, ya como uno de los novilleros más prometedores de México, decidió dar el salto a España para seguir creciendo como torero. Tras unos meses difíciles de búsqueda y adaptación ingresa en la escuela taurina Miguel Cancela de Colmenar Viejo.
Debutó en España en la plaza de toros de El Molar, y toreó en Bayona, Salamanca, Valdelaguna, Aldeadávila, Cerceda, Fuentidueña, Algemesí, Hoyo de Pinares o Brea de Tajo. Fue declarado ganador del certamen Fuente del Toro de El Molar, aunque sin duda su éxito más importante de ese año fue su actuación el 14 de octubre en Las Ventas, alzándose triunfador del certamen «Camino hacia Las Ventas» en su presentación en esa plaza, día en el que alternó con Villita y Guillermo García.
2019 fue un año de bastantes éxitos para Isaac Fonseca, saliendo a hombros en plazas como Gijón (donde debutó con picadores el 13 de agosto), Arganda del Rey, San Agustín del Guadalix y Colmenar Viejo.
En 2020, año de parón obligado por la pandemia, siguió entrenando en el campo y matando algunos toros a puerta cerrada.

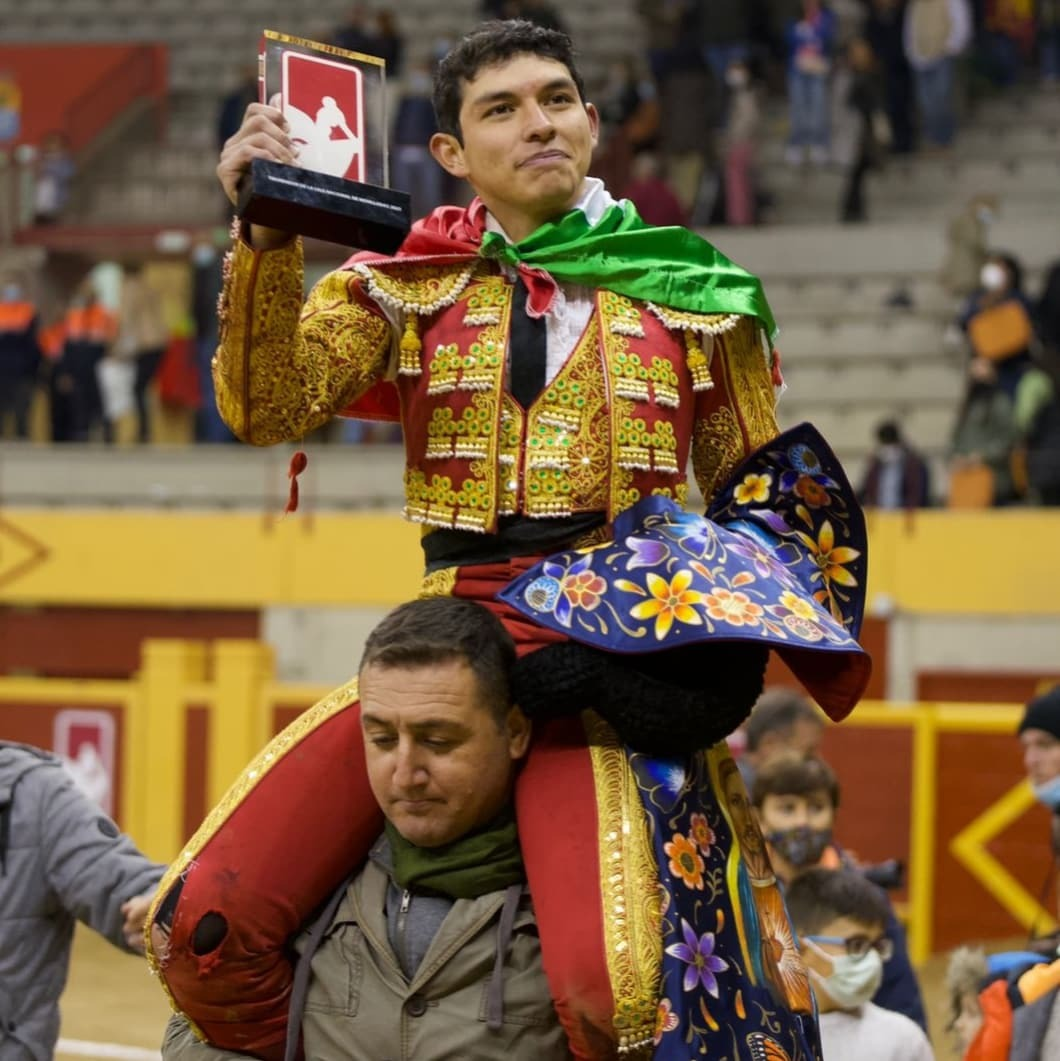
Isaac Fonseca a hombros después de proclamarse triunfador de la Liga Nacional de Novilladas

El año 2021, de la mano de sus apoderados, Carlos Aragón Cancela y Jacobo Hernández, ha sido de una gran actividad para los novilleros ya que, al circuito tradicional de novilladas, se han sumado las organizadas por la Fundación del Toro de Lidia. E Isaac Fonseca ha cumplimentado una temporada cargada de compromisos y responsabilidad, como su presentación como novillero en Las Ventas el 25 de septiembre, Saldada con los éxitos en la feria de Villaseca de la Sagra, donde fue declarado triunfador del Alfarero de Oro; del Circuito de Novilladas de la Comunidad de Madrid (donde toreó cuatro de las nueve novilladas celebradas); del Circuito del Norte (donde toreó tres de las siete novilladas); y de la Liga Nacional de Novilladas; además de triunfar en otras plazas como Guadarrama, Moralzarzal, Cadalso de los Vidrios, San Agustín de Guadalix o Navalcarnero.
En el Circuito de Madrid toreó en Navas del Rey, Cercedilla, Miraflores de la Sierra y Cadalso de los Vidrios, mientras que en el Circuito del Norte toreó en Ariza, Arnedo y Santander. La final de la Liga Nacional de Novilladas se celebró el 6 de noviembre en Moralzarzal, juntando a los triunfadores de los diferentes circuitos, donde Isaac Fonseca cortó una oreja a un novillo de El Torreón y dos a un sobrero de Victoriano del Río premiado con la vuelta al ruedo. Alternó con Jorge Martínez, Manuel Diosleguarde y Manuel Perera.
Sus actuaciones esta temporada le han valido el reconocimiento de la Unión de Abonados y Aficionados Taurinos de Madrid y el premio al mejor novillero con picadores de la Comunidad de Madrid por parte del Foro Taurino Tomás Serrano Guío, finalizando el año segundo del escalafón con 21 novilladas en las que ha cortado 43 orejas y tres rabos.